# Форти, Симона
Симона Форти (итал. Simone Forti; род. 25 марта 1935, Флоренция) — американская художница, , танцовщица, хореограф и писательницу, представитель постмодерна. С 1950-х годов проводит по всему миру выставки, перформансы и семинары. Инновации Форти в искусстве танца постмодерн, в том числе основополагающее произведение 1961 года Dance Constructions, а также вклад в раннее движение Флюксус, оказали влияние на многих известных танцоров и художников. Форти училась у Анны Халприн в 1950-е годы, а затем работала с художниками и композиторами Нам Джун Пайком, Стивом Пэкстоном, Ла Монте Янгом, Тришей Браун, Карлом Палестиной, Питером Ван Рипером, Даном Грэмом, Йоши Вадой, Робертом Моррисом. Помимо Dance Constructions Форти опубликовала книги Handbook in Motion (1974), Angel (1978) и Oh Tongue (2003). Работы Форти находятся в постоянных коллекциях Нью-Йоркского музея современного искусства, Городского музея Амстердама, Generali Foundation в Вене, Музея американского искусства Уитни и Музей современного искусства Стокгольма.

## Биография

### Ранние годы
Форти родилась во Флоренции в еврейской семье. Мать — Милка Форти (урожденная Грюнштейн), отец — Марио Форти. Зимой 1938 года семья, включая старшую сестру Анну, покинула Италию, чтобы избежать антисемитских преследований. Форти перебрались в Швейцарию и шесть месяцев провели в Берне, пока Милка Форти болела. после её выздоровления семья в начале 1939 года отправилась в Соединенные Штаты. В конечном итоге, Форти обосновались в Лос-Анджелесе, где Симона посещала начальную школу на Гарднер-стрит, среднюю школу Джона Берроуза и старшую школу Фэрфакса. После окончания школы в 1953 году Форти поступила в Рид-колледже в Портленде, штат Орегон, где училась до 1955 года. В 1955 году Форти и её партнер, художник Роберт Моррис, покинули колледж и переехали в Сан-Франциско. В том же году пара поженилась, и Форти начал работать под именем Симона Моррис.
Вскоре после переезда в Область залива Сан-Франциско Симона записалась на занятия в школу Холприн-Латроп, соучредителем которой была танцовщица и хореограф Анна Холприн. Когда Холприн в 1955 году основала Мастерскую танца Сан-Франциско (ранее известную как Мастерская танца округа Марин), Симона последовал за ней, чтобы продолжить обучение у Холприн танцевальной импровизации. Обучение продолжалось с 1955 по 1959 год, в течение которых Симона принимала участие в ранних танцевальных работах Холприн наряду с другими учениками Мастерской танца: А. А. Лит и Джоном Грэмом. В качестве преподавателя Мастерской танца Симона также вела танцевальные курсы для детей и взрослых по всему округу Марин.

### Нью-Йорк иDance Constructions
В 1959 году Симона вместе с Моррисом переехала в Нью-Йорк. Работая учителем в детском саду в течение дня, по вечерам она училась в классе композиции и импровизации студии Мерс Каннингем у Роберта Эллиса Данна. На этих уроках Симона познакомилась с творчеством Джона Кейджа, а также начала работать с танцорами, впоследствии ставшими влиятельными представителями танца постмодерн: Тришей Браун, Ивонной Райнер и Стивом Пэкстоном.
В декабре 1960 года Симона представила первую книгу серии Dance Constructions. Презентация состоялась в галерее Reuben в Нью-Йорке на выставке Happenings at the Reuben Gallery, в которой также участвовали Джим Дайн и Клас Олденбург. Во время выставки Роберт Моррис и Ивонна Райнер исполнили танец See Saw, а Симона и Пэтти Муча (в тот момент — Пэтти Олденбург, супруга Класа Олденбурга) показали танцевальную композицию с участием зрителей Rollers (впоследствии получившую название Roller Boxes) с участием зрителей. В Thinking With the Body (2014) куратор Сабина Брейтвизер так отзывалась о Dance Constructions: "Можно было бы рассматривать Dance Constructions, как проблематизированную повседневность или, как вы их называете, «пешеходные движения». Если вы берете что-то из повседневного контекста и изолируете — оно становится чем-то другим. Например, использование веревки, чтобы вскарабкаться на крутую рампу в Slant Board приводит к типичным движениям скалолаза, но превращённым в изолированное действие, в котором отсутствует цель, из-за чего оно существует само по себе.
В мае 1961 года Симона представила вечер танца Five Dance Constructions & Some Other Things в студии Йоко Оно. В качестве исполнителей выступали она сама, Рут Аллфон, Марни Махаффей, Роберт Моррис, Стив Пэкстон, Ивонна Райнер и Карл Леманн-Хаупт.
Представленные на вечере танцевальные композиции оказали влияние как на современный танец, так и на изобразительное искусство. Впоследствии они исполнялись во всём мире. Танцевальный критик Дженнифер Даннинг в октябре 1991 года писала в обзоре для New York Times: «Симона Форти представила свою первую танцевальную программу в 1960 году, и с тех пор влияние её влияние на постмодернистских хореографов, заинтересованных в исследовании „естественных“, или неформальных, движений и танцев только возрастает». Стюарт Комер, главный куратор медиа-арта и перформанса в Нью-Йоркском музее современного искусства, сказал, что представление Dance Constructions в галерее Reuben и лофте Йоко Оно стали «переломным моментом, когда отношения между телом и объектом, движением и скульптурой, были фундаментально переосмыслены».
Стив Пэкстон и Ивонна Райнер называли выступление на презентации Dance Constructions 1961 года как ставшее ключевым в их творчестве. Оно побудило создать Театр танца Джадсон — коллектив танцоров, композиторов и визуальных художников, который давал представления в Мемориальной церкви Джадсона в Гринвич-Виллидж между 1962 и 1964 годами.
В декабре 2015 года Нью-Йоркский музей современного искусства приобрел Dance Constructions для своей постоянной коллекции.

### Happenings
В 1962 году Симона и Роберт Моррис расстались. Форти стала жить и сотрудничать с художником Робертом Уитменом, в 1962 году они поженились. Во время брака, продлившегося шесть лет, Форти танцевала в группе Уитмена и приняла участие во многих организованных им хеппенингах. В число этих перформансов вошли American Moon (1960), Hole (1963), Flower (1963), Water (1963), Nighttime Sky (1965), Prune Flat (1965). В течение этого времени Симона писала и выступала под фамилией мужа — Уитмен.
В 1966 году брак с Уитменом распался. В 1968 году Форти сопровождала своих родителей в поездке в Италию и решила остаться и жить в Риме. Она начала работать с галеристом Фабио Сарджентини, чья галерея L’Attico была в то время местом встреч художников направления арте повера. Форти представила в L’Attico ретроспективу Dance Constructions. Кроме этого она исполнила две другие композиции: Bottom и Sleep Walkers (другие название — Zoo Mantras).
Танцевальная композиция Sleep Walkers появилась благодаря наблюдениям за животными в Римском зоопарке. В частности, так появилось покачивание головой назад и вперед и движение banking — Форти заимствовала их у белых медведей и слонов, прохаживавшихся внутри вольеров.
В эссе Animate Matter: Simone Forti in Rome (2014) историк искусства Джулия Брайан-Уилсон писала: «В Sleepwalkers [sic] Форти использует подсказки животных, которые вырабатывают (и постоянно воспроизводят) шаблонные движения, соответствующие окружающей среде. Разделяя движение, а затем повторяя его небольшие фрагменты, например, выделяя несколько шагов из множества других движений слона, она создает почти музыкальное ощущение пауз, интервалов и темпа». Продолжение обзора этой композиции Брайан-Уилсон опубликовала в статье «Симона Форти идет в зоопарк» для журнала October (2015).
Находясь в Риме, Форти представил Сарджентини несколько танцоров и художников постмодерна, с которыми работала в Нью-Йорке. Сарджентини и Форти организовали в 1969 году фестиваль танца и музыки Danza Volo Musica Dinamite. На нём выступили сама Форти, Стив Пэкстон, Ивонна Райнер, Триша Браун, Дэвид Брэдшоу и Дебора Хей.
Форти участвовала ещё в двух фестивалях, организованных Сарджентини, путешествуя из Рима в Нью-Йорк и обратно: на Festival Music and Dance U.S. (1972) и Musica e danza contemporanea (1974). Среди других музыкантов и артистов, которые приняли участие в этих фестивалях, были Джоан Джонас, Шарлемань Палестин и Ла Монте Янг.

### Вудсток
В августе 1969 года Форти вернулась в Нью-Йорк, чтобы посетить Вудстокскую ярмарку музыки и искусств. В конце концов, Форти осталась в Вудстоке на год, жила в коммуне и экспериментировала с ЛСД и другими галлюциногенными наркотиками, о которых написала в книге Handbook in Motion (1974).
В 1970 году Форти вернулась в Южную Калифорнию, где присоединилась к группе художников, связанных с Калифорнийским институтом искусств . В то время её соседями были художники Нам Джун Пайк, Элисон Ноулз и музыкант Питер Ван Рипер, который в конечном итоге стал мужем Форти. Первый дом, в котором жили художники, находился в районе Лос-Фелиз в Лос-Анджелесе, затем они переехали в Пиру.
С 1970 по 1972 год Форти время от времени подменяла Аллана Капроу в Калифорнийском институте искусств. С Капроу она познакомилась во время хеппенингов в Нью-Йорке. Форти сначала преподавал в кампусе Villa Cabrini в Бербанке, затем по основному месту расположения института в Валенсии. Forti также вела неофициальные семинары и танцевальные и музыкальные джемы под названием Open Gardenia в кампусе института. В это время Форти занялась тайцзицюань, обучаясь у мастера Маршалла Хоо. Также она начала сотрудничество с композитором Шарлеманем Палестином, который работал с художниками, связанными с институтом искусств, вместе они разработали перформанс-практикум под названием Illuminations, который выполняли на международном уровне с 1971 года в качестве непрерывного процесса, включавшего, кроме прочего, выступление в Лувре в 2014 году.
В 1972 году Издательство Университета NSCAD пригласило Форти в Галифакс (Новая Шотландия) написать книгу для The Nova Scotia Series — Source Materials of the Contemporary Arts. Форти пробыла в Галифаксе два года, с 1972 по 1974, занимаясь созданием и редактированием Handbook in Motion (1974). В этой книге Форти описывает несколько ключевых моментов своей карьеры и несколько произведений, в том числе Herding, Face Tunes, Cloths, Fallers, и несколько композиций из Dance Construction. В книге также содержатся фотографии, стихи и рисунки, а также копии страниц из дневников и записных книжек Форти. Книга переведена на французский язык и дважды переиздана на английском языке.

### Big Roomс Питером Ван Рипером
Весной 1974 года Форти вернулась в Нью-Йорк. У неё завязались близкие отношения с художником и музыкантом Питером Ван Рипером, который был её соседом, когда она работала на сцене Калифорнийского института искусств с 1970 по 1972 годы. Форти и Ван Рипер поженились в конце 1974 года и жили вместе на Бродвее в комплексе «Флуксхаус Кооператив Билдинг Проект», созданном Джорджем Мачюнасом.
Форти и Ван Рипер начали совместную танцевально-музыкальную деятельность в 1975 году. Проект получил название Big Room (другой вариант — Home Base). В рамках проекта Ван Рипер исполнял музыку (обычно на саксофоне), а Форти выполняла движения, основанные на наблюдениях за животными, аналогично работе 1968 года Sleep Walkers. Салли Бэйнс писала, что Big Room «создает ощущение взаимной игры между ними, чувство доверия и совместного исследования, основанных на особенностях момента с вниманием к текущим потребностям партнера». Форти и Ван Рипер выступали с Big Room с 1975 по 1980 год во Франции и Америке.

### Голография
В 1976 году Ван Рипер познакомил Форти с физиком и художником Ллойдом Кроссом, который занимался в Сан-Франциско новаторским творчеством в области голографии. Форти и Кросс создали несколько интегральных голограмм (также называемых мультиплексной голограммой), которые использовали кинематографию для создания движущегося трехмерного изображения. Голограммы использовали изображение Форти, исполняющей соло. Исключением стала голограмма Huddle (1977), на которой изображена небольшая группа людей, исполняющих одну из композиций Форти из Dance Construction. Голограммы демонстрировались в цилиндре с источником света, расположенным снизу.
Интегральные голограммы, созданные Форти и Кроссом, впервые были показаны в 1978 году в галерее Зоннабенд в Нью-Йорке на выставке под названием Simone Forti: Movement Holograms, а затем демонстрировались на выставках по всему миру. Голограмма Striding/Crawling была приобретена Музеем американского искусства Уитни для постоянной экспозиции. Голограмма Angel (1977) приобретена Городским музеем Амстердама.

### Planetв PS1
Вернувшись в Нью-Йорк, Форти продолжила исследовать движения животных, содержащихся в неволе, посещая Зоопарк Центрального парка и Бронксский зоопарк. Джулия Брайан-Уилсон так описывала этот опыт:
"Вместо того чтобы использовать животных в качестве примера свободы, Форти пришла к ним от отчаяния, из чувства потери дома, одиночества, изоляции. В то же время она не отвергала приспособляемость, внимательно наблюдая за моментами общения и коллективного отдыха. Она постоянно отдавала себе отчёт, что их движения обусловлены не только состоянием неволи, но и внутренними запасами силы. Например, она заметила вынужденные пробежки «больших кошек» вдоль ограды, которые, по-видимому, доставляли животным некоторое облегчение, и писала, что это наблюдение дало ей «новое понимание, что я делаю, когда танцую». Движение, как для животных, так и для нее, являлись способом контроля и перенаправленного осознания: «Иногда я избегала щемящего чувства разорванности, погружая своё сознание в циклический импульс».
Долгие наблюдения за животными в неволе превратились в крупный групповой перформанс Planet, впервые исполненный в 1976 году в MoMA PS1 на выставке The Institute for Art and Urban Resources presents Group Works by Simone Forti at P.S.1. В этой композиции примерно 40 человек выполняли движения, разработанные Форти на своих уроках на основе наблюдений за животными в зоопарках. Среди исполнителей были Дэвид Эппель, Салли Бейнс, Пух Кей и Теренс О’Райли. Музыкальное сопровождение обеспечивал Питер Ван Рипер. Бейнс удалось вычислить нескольких животных, движения которых исполняли танцоры: птицу (Пух Кей), лев (Форти), слон (сама Бейнс), обезьяна (Дейвид Аппель), три медвежонка (Энн Хаммель, Дейвид Апель, Пух Кей) и ящерицы (Терри О’Райли и Дейвид Тейлор).

### LogomotionиNews Animations
В 1983 году нью-йоркская Школа изобразительных искусств пригласила Форти в качестве преподавателя перформанса. В этом качестве она проработала четыре года. В этот период Форти разработала новый вид перформанса — Logomotion, импровизационный танец, включающий не только движения, но и речь. Первая публичная демонстрация Logomotion состоялась в школе в мае 1986 года (иногда этот перформанс также называется первым показом News Animation) В журнале Contact Quarterly Форти рассказала о появлении Logomotion: "В 1985 году я начала разработку танцевально-нарративной формы, в которой слова и движения спонтанно рождались из общего истока. Это было способом узнать свои мысли. Мысли, которые я ещё не обдумывала, пока они оставались сырым ощущением у меня внутри. Идеи и образы как будто проскакивали одновременно через мои двигательные и речевые центры, смешиваясь и одновременно получая речевое и двигательное воплощение. Пространственные, структурные, эмоциональные. Я дала этому название Logomotion. Это одновременно форма перформанса и духовная практика.
Fорти исполняла Logomotion как соло, так и в группе, часто с Кармелой Херманн, Клэр Филмон, Батьей Шахтер или участниками Simone Forti & Troupe — ансамбля, сформированного Форти с четырьмя своими учениками в 1986 году.
Из Logomotion впоследствии появилась практика News Animations, которая также включала движения и речь. В New Animations Форти стремила говорить о современных ей проблемах, почерпнутых из новостей, включая политику, изменение климата и социальные проблемы.
News Animations проводились во множестве мест по всему миру с 1986 года, в том числе в 2012 году выступление состоялось в Музее Хаммера в Лос-Анджелесе во время биеннале Made in L.A. 2012.

### Simone Forti & Troupe
В 1981 году Форти рассталась с Ван Рипером. В следующие годы она продолжила вести занятия мастерской танца и готовить новые работы в лофте на Бродвее. В 1986 году Культурный центр Йеллоу-Спрингс в Честер-Спрингс (Пенсильвания) пригласил Форти выступить. Форти попросила четырёх учеников: К. Дж. Холмса, Лори Нейджел, Дэвила Розенмиллера и Дэвида Замбрано — выступить вместе с ней. Так появился танцевальный ансамбль Simone Forti & Troupe. Оригинальный состав сохранялся до 1989 года, когда Дэвида Розенмиллера заменил Эрик Шефер. Ансамбль выступал по всем США до 1991 года.
Основой выступлений группы была идея Форти создавать «портрет местности» каждого и мест выступления.
Группа часто сопровождала выступление созданием рисунков, как например в перформансе To Be Continued, исполненном в Церкви Святого Марка в Бауэри 16 и 19 апреля 1991 года. Объясняя использование рисунков, Форми писала: "Для нас изображение объектов — как мост: проникнувшись рисунком, мы находим аналогии. Если мы можем нарисовать то, что видим, мы можем превратит в движение тела то, что видим; всё, что могло появиться из кинетической стимуляции на бумаге, преобразуется в наше движение само по себе и его отношение к первоисточнику: разорванной коробке, балкону с повторяющимися арками, углу, в котором исчезают трубы парового отопления.

### Мэд-Брук-Фарм
В 1988 году Форти купила домик в небольшой колонии художников Мэд-Брук-Фарм на востоке Чарльстона (Вермонт). Колония образовалась в 1960-е годы во время движения «Назад к земле». Здесь уже жил её давний друг и коллега Стив Пэкстон.
Форти описала жизнь в Восточном Чарльстоне в эссе About the News Animations, опубликованном в книге Jeremiah Day/Simone Forti (2009): «Когда я переехала в сельский Вермонт, мои впечатления от новостей смешивались с впечатлениями от Млечного пути и следов медведя вдоль ручья. Физическая нагрузка в саду вызывала грёзы наяву. Меня удивляли способы, которыми некоторые растения, особенно травы, захватывали территории своих соседей». Форти провела в Мэд-Брук-Фарм десять лет, выезжая чтобы учить и выступать. Здесь она создала групповые перформансы Green Mountain, который был исполнен ансамблем Simone Forti & Troupe в 1988 году в Dance Theater Workshop в Нью-Йорке.

### Работа в Лос-Анджелесе
В 1998 году Форти вернулась в Лос-Анджелес, чтобы заботиться о своей матери Милке. В том же году началось 17-летнее сотрудничество с Департаментом мировых искусств и культур Калифорнийского университета в Лос-Анджелесе, где она преподавала импровизацию, хореографию и междисциплинарную композицию.
Форти также провела несколько мастер-классов «Движение/Язык» в Санта-Монике, пригласив наиболее талантливых учеников на выступление в форме импровизации (Open Air Improvisation) в Beyond Baroque Literary Arts Center, состоявшееся в 2002. Ансамбль получил название «5».
После этого перформанса Форти осталась в центре искусств, чтобы выступать и проводить мастер-классы и чтения. У неё завязались дружеские и творческие отношения с писателем Фредом Дьюи, занимавшим должность директора центра. В 2003 году Дьюи отредактировал и опубликовал книгу Форти Oh, Tongue. Впоследствии книга была переведена на французский и выдержала два повторных издания на английском.
В июле 2005 года Форти получила приглашение выступить от REDCAT (Roy and Edna Disney CalArts Theater). Перформанс состоялся в даунтауне Лос-Анджелеса в рамках ежегодного фестиваля New Original Works. При участии писателя и артиста-импровизатора Терренса Люка Джонсона, танцовщицы и хореографа Сары Свенсон и композитора Дугласа Уодла Форти исполнила театрально-танцевальную композицию Unbuttoned Sleeves. Форти, Джонсон, Свенсор и Уодл назвали свой ансамбль «The Sleeves» и совместно выпустили книгу Unbuttoned Sleeves (2006). «The Sleeves» создали и исполнили в Лос-Анджелесе ещё четыре театрально-танцевальных композиции: 101 (2006) в Highways Performance Space, Turtles All The Way Down (2007) в The Unknown Theater, To Borrow Salt (2009) в The Box Gallery Chinatown и Conversation Piece (2010) в Highways Performance Space.
В мае 2009 года Джеремайя Дэй, Фред Дьюи и Симона Форти выступили в Лондоне на презентации книги Jeremiah Day/Simone Forti (2009), выпущенной по итогам выставки Simone Forti/Jeremiah Day "News Animations/No Words For You, Springfield, прошедшей с 27 марта по 3 мая 2008 года в Project Arts Centre в Дублине. Форти и Дэй выступали вместе, исполнив News Animation, Дьюи прочёл лекцию. Форти Дэй и Дьюи неоднократно выступали вместе с 2009 по 2015 год, в том числе в Музее искусств Санта-Моникив 2014 году и в Errant Bodies в Берлине в 2012 году.
В 2009 году Дьюи познакомил Форти с Марой Маккарти, директором галереи The Box L.A. и дочерью художника Пола Маккарти. В том же году Маккарти организовала выставку Форти Work In A Range of Mediums, на открытии которой ансамбль «The Sleeves» исполнил композицию To Borrow Salt. С 2009 года галерея является представителем Форти и проводит её персональные выставки и перформансы.
Первая крупная ретроспективная выставка работ Симоны Форти состоялась в 2014 году в Музее модерна в Зальцбурге. Выставку сопровождал каталог Simone Forti: Thinking with the Body, в который вошли эссе Ивонны Райнер, Стива Пэкстона, Фреда Дьюи, Роберта Морриса, куратора Сабины Брейтвизер, Мередит Морзе Steve Paxton, Fred Dewey, Robert Morris, curator Sabine Breitwieser, Meredith Morse и Джулии Брайан-Уилсон.

## Награды и достижения
- 1976 — New York State Council on the Arts (NYSCA) CAPS Grant[9]
- 1976 — U.S. National Endowment for the Arts (NEA) Grant for Choreography
- 1980 — U.S. National Endowment for the Arts (NEA) Choreographer’s Fellowship
- 1985 — Australia Council Theatre Board Award
- 1988 — New York State Council on the Arts (NYSCA) Grant for Choreography
- 1995 — Dance Theater Workshop’s New York Dance and Performance Award («Bessie» Award) for Sustained Achievement[47]
- 2003 — Lester Horton Lifetime Achievement Award presented by the Dance Resource Center of Los Angeles[48]
- 2005 — John Simon Guggenheim Memorial Foundation Fellowship: Creative Arts — Choreography[49]
- 2008 — Choreographers in Mentorship and Exchange (CHIME) Grant, Los Angeles
- 2011 — Yoko Ono Lennon Courage Award for the Arts[50]
- 2015 — Anonymous Was A Woman Award[51]